# De Zilk
De Zilk est un village de la commune néerlandaise de Noordwijk, dans la province de la Hollande-Méridionale. Le 1er janvier 2007, le village comptait 2 320 habitants.